# Union des forces démocratiques (Bulgarie)
Pour les articles homonymes, voir Union des forces démocratiques et SDS.
L'Union des forces démocratiques (en bulgare Съюз на демократичните сили, СДС, en alphabet latin Sayuz na demokratichnite sili, SDS) est un parti politique bulgare de droite modérée, membre du Parti populaire européen.

## Historique
L'Union des forces démocratiques a été créée en 1989 par le philosophe dissident Jeliou Jelev, élu président de la République par le parlement en 1990 et réélu au suffrage universel en 1992.
En 1996, elle est une des constituantes des Forces démocratiques unies (ODS) dans la perspective des élections générales de 1997 et son leader Ivan Kostov devient Premier ministre jusqu'au scrutin du 17 juin 2001. Elle passe alors dans l'opposition ayant été battue par le mouvement créé par l'ancien roi Siméon II, qui devient chef du gouvernement, obtenant 18 % des voix (contre 52,2 % en 1997).
Nadejda Mikhailova succède à Ekaterina Mikhailova (en) lors du XIIIe congrès de la SDS qui se déroule les 9 et 10 mars 2002 à Sofia. Ekaterina Mikhailova avait remplacé Ivan Kostov, comme dirigeant par intérim dans une réunion extraordinaire du Conseil national du SDS le 26 juin 2001 après la défaite de la coalition électorale dirigée par la SDS. 
Lors des élections européennes de 2009, la SDS se présente dans le cadre de la Coalition bleue, puis dans celles de 2014 au sein du Bloc réformateur. En 2019, elle fait liste commune avec le GERB.

## Liste des présidents
- Jeliou Jelev (1989–1990)
- Petar Beron (1990)
- Filip Dimitrov (1990–1994)
- Ivan Kostov (1994–2001)
- Ekaterina Mikhailova (en) (2001–2002)
- Nadejda Mikhailova (Nadejda Neynsky) (2002–2005)
- Petar Stoyanov (2005–2007)
- Plamen Youroukov (d) (2007–2008)
- Martin Dimitrov (en) (2008–2012)
- Emil Kabaivanov (bg) (2012–2013)
- Bojidar Loukarski (2013–2018)
- Roumen Hristov (en) (depuis 2018)